# Johan Goslings

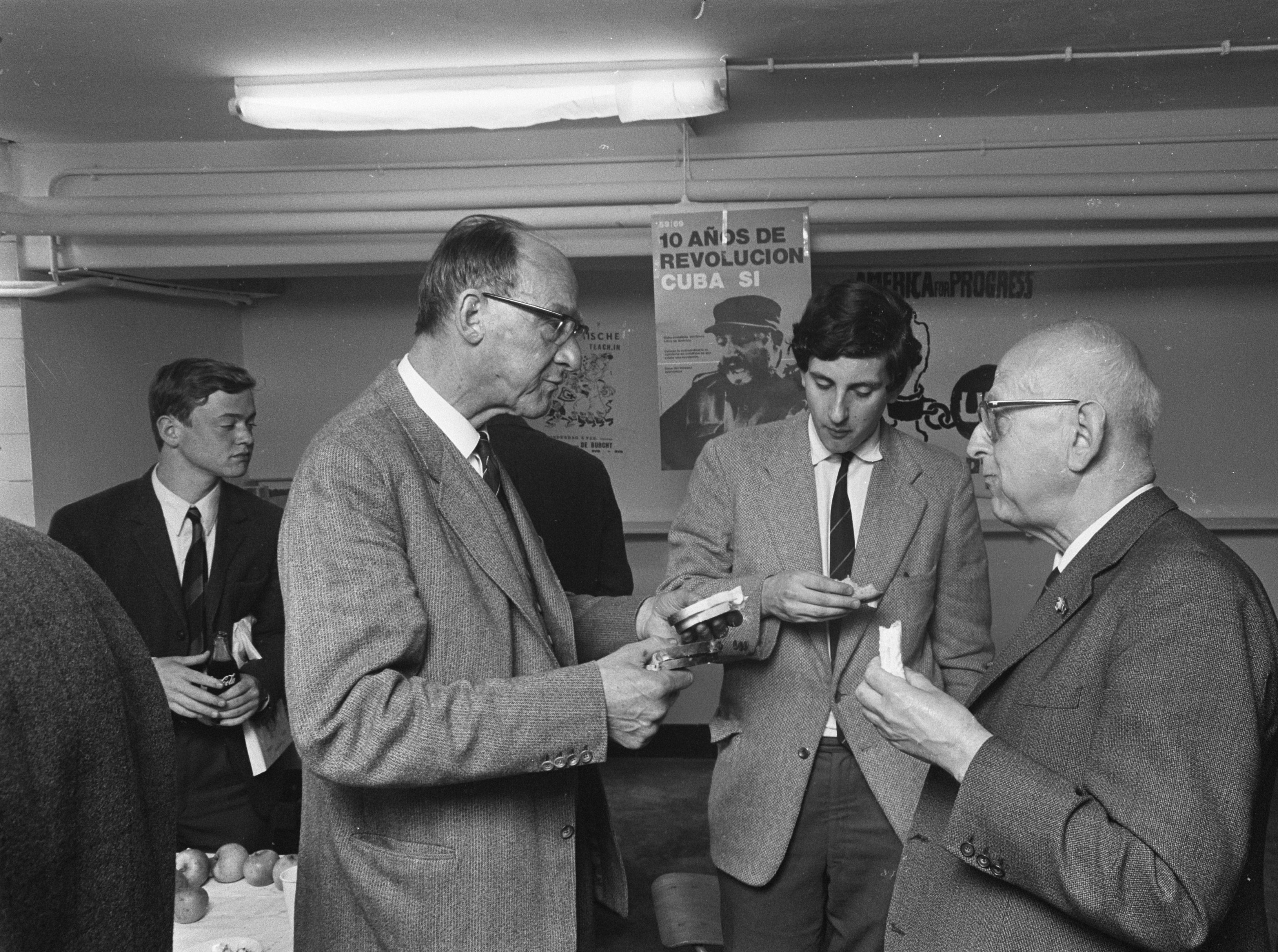
Im Vordergrund links Johan Gosling neben einem Studenten und dem Leidener Professor Pieter Muntendam (1969)

Johan Goslings (* 9. März 1903 in Malang; † 16. Oktober 1975 in Leiden) war ein niederländischer Mediziner.

## Leben
Johan wurde als Sohn des Offiziers Bernardus Marius Goslings (* 12. September 1865 in Dokkum; † 27. Januar 1945 in Leiden) und dessen Frau Elisabeth Rosalie Frederika Wessels (* 23. Oktober 1878 in Jakarta (Batavia); † 17. September 1938 in Amsterdam) geboren. Er hatte die höhere Bürgerschule in Den Haag besucht und ein Studium der Medizin an der Universität Leiden begonnen. 1927 absolvierte er sein Arztexamen und wurde im selben Jahr Assistent am Institut für tropische Hygiene in Amsterdam. Im Oktober 1928 promovierte er in Amsterdam unter Emilius Paulus Snijders (* 24. Oktober 1885 in Amsterdam; † 25. März 1958 in Apeldoorn) mit dem Thema Verdere bijdrage tot het Salmonella-vraagstuk (deutsch: Weiterer Beitrag zum Salmonellenproblem) zum Doktor der Medizin. Von 1928 bis 1934 diente er als Gesundheitsoffizier in Indonesien an verschiedenen Orten, setzte 1935 seine Ausbildung als Internist bei Willem Abraham Kuenen (* 23. Februar 1873 in Leiden; † 1. Mai 1951 ebd.) in Leiden fort und arbeitete 1938 am Militärhospital in Magelang.
1939 kehrte er in die Niederlande zurück, wo er Hauptassistent von Kuenen wurde und sich auf die medizinische Fachrichtung Rheumatologie spezialisierte. Er wurde das Haupt der selbstständigen Stiftung Leidse Rheumatologische Kliniek und Direktor de Rheumazentrums Sole Mio in Noordwijk.
Goslings engagierte sich in der Partij van de Arbeid (PvdA), für welche er von 1945 bis 1959 als Mitglied des Leidener Stadtrates wirkte und von 1946 bis 1951 als Berater der Hauptinspektion für Volksgesundheit tätig wurde.
Am 9. Februar 1953 wurde Goslings zum besonderen Professor für Rheumatologie an die Universität Leiden berufen und trat diese am 24. Juni desselben Jahres an. Am 22. Oktober 1954 hielt er seine Einführungsrede Beschouwingen over plaats en taak van de rheumatologie (deutsch: Betrachtungen über Stellung und Aufgabe der Rheumatologie). Am 20. Juli 1960 wurde er außerordentlicher und am 26. Mai 1964 ordentlicher Professor der Fachrichtung. Im Akademiejahr 1969/70 man Goslings zum Rektor der Alma Mater und am 28. April 1972 wurde er aus seiner Professur emeritiert.

## Familie
Goslings verheiratete sich am 22. Oktober 1928 in Amsterdam mit Cornelia Albertine Repko (* 14. Juni 1909 in Amsterdam; † 26. Mai 1990 in Leiden), die Tochter des Architekten Johan Frederik Repko (* 1. Juni 1883 in Amsterdam; † 25. Dezember 1955 in Bloemendaal) und dessen Frau Trijntje Martin (* 15. Januar 1885 in Leeuwarden; † 22. April 1976 in Amstelveen). Aus der Ehe stammen Kinder.

## Werke (Auswahl)
- Verdere bijdrage tot het Salmonella-vraagstuk. Amsterdam 1928
- Beschouwingen over plaats en taak van de rheumatologie. Leiden 1954
- Reumatologie in de loop der eeuwen. Leiden 1970